# وزارة أحمد حسن البكر الأولى
وزارة أحمد حسن البكر الأولى هي الحكومة التي تشكلت يوم 8 شباط 1963 بعد الإطاحة بحكومة عبد الكريم قاسم في الثورة التي قادها عبد السلام عارف.
شغل أحمد حسن البكر رئاسة الحكومة والتي أقيلت في 18 تشرين الثاني 1963 في الحركة التي أطاحت بحزب البعث العربي الاشتراكي.

## التشكيلة الوزارية
تكونت الوزارة من الوزراء أدناه:
- رئيس الوزراء: أحمد حسن البكر
- نائب رئيس الوزراء ووزير الداخلية بالوكالة: علي صالح السعدي
- وزير الدفاع: صالح مهدي عماش
- وزير الخارجية: طالب حسن شبيب
- وزير المواصلات: عبد الستار عبد اللطيف
- وزير الصحة: عزت مصطفى
- وزير العدل: مهدي صالح الدولعي
- وزير البلديات: محمود شيت خطاب
- وزير الزراعة: بابا علي الشيخ محمود
- وزير الصناعة: ناجي طالب
- وزير الإصلاح الزراعي: سعدون حمادي
- وزير النفط: عبد العزيز الوتاري
- وزير التربية والتعليم: أحمد عبد الستار الجواري
- وزير المالية: صالح كبة
- وزير الإسكان: عبد الستار علي الحسين
- وزير التجارة: شكري صالح زكي
- وزير الشؤون الاجتماعية: حميد خلخال علوان
- وزير الإرشاد: مسارع الراوي
- وزير التخطيط: عبد الكريم العلي
- وزراء دولة:
  - فؤاد عارف، عين لاحقا وزير دولة لشؤون الأوقاف
  - حازم جواد، ناطق رسمي باسم الحكومة[3]
- المحامي أسعد عبد الواحد الفريح رئيسا لديوان مجلس الوزراء

في 11 أيار 1963، استقالت وزارة أحمد حسن البكر الأولى، فكلف المشير الركن عبد السلام محمد عارف رئيس الجمهورية السيد أحمد حسن البكر بتشكيل الوزارة الجديدة في 12 أيار 1963.